# Radiant Entertainment
Radiant Entertainment, Inc. é uma empresa americana desenvolvedora de jogos baseada em Los Altos, Califórnia. Fundada pelos irmãos gêmeos Tom e Tony Cannon em 2011, a companhia desenvolveu Stonehearth, um jogo para construção de cidades que foi lançado em julho de 2018 depois de três anos em um programa de acesso antecipado.
A Radiant foi adquirida pela Riot Games em março de 2016 e teve seu segundo jogo Rising Thunder, cancelado durante a versão alfa. Após quase dois anos, o jogo foi distribuído gratuitamente como uma edição para comunidade em janeiro de 2018.
Em agosto de 2019, Tom Cannon anunciou que a Radiant está desenvolvendo outro jogo de luta no universo de League of Legends, com o codinome "Project L".

## Jogos desenvolvidos
| Ano  | Nome                              | Plataforma(s)            |
| ---- | --------------------------------- | ------------------------ |
| 2016 | Rising Thunder cancelado          | Microsoft Windows        |
| 2018 | Rising Thunder: Community Edition | Microsoft Windows        |
| 2018 | Stonehearth                       | macOS, Microsoft Windows |